# NGC 1042
إن جي سي 1042 مجرة حلزونية تقع في اتجاه كوكبة قيطس على بعد 30 مليون سنة ضوئية 9.4 ملايين فرسخ فلكي، بالقرب من المجرة الحلزونية إن جي سي 1035.

## وصلات خارجية
- إن جي سي 1042 على موقع ويكي سكاي: DSS2, SDSS, GALEX, IRAS, Hydrogen α, X-Ray, Astrophoto, Sky Map, Articles and images